# لويس موس
لويس موس (بالإنجليزية: Louis Moss)‏ هو لاعب كرة قدم باربادوسي، ولد في 23 أكتوبر 1992 في تشستر في المملكة المتحدة. شارك مع منتخب باربادوس لكرة القدم. أما مع النوادي، فقد لعب مع نادي ريكسهام.

## وصلات خارجية
- لويس موس على موقع الاتحاد الدولي (مؤرشف)  (الإنجليزية)
- لويس موس على موقع قاعدة بيانات كرة القدم.إي يو (الإنجليزية)
- لويس موس على موقع ناشيونال فوتبول تيمز (الإنجليزية)